# Leyla Milani

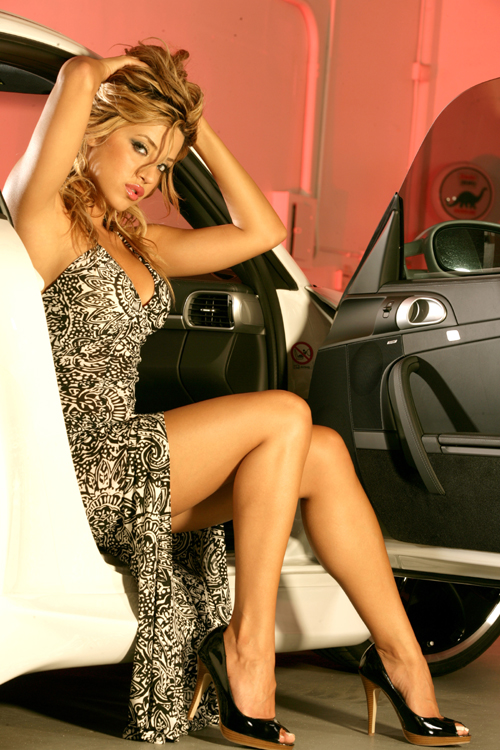

Leyla Milani född 2 april 1982 är en iransk-kanadensisk fotomodell, skådespelare, programledare och modedesigner.
Milani har framträtt i bland annat Rules of Engagement, Curb Your Enthusiasm, Stacked, Desire, Extra och medverkat i filmerna Wrestlemaniac, The Boys and Girls Guide To Getting Down, Dr. Chopper. Leyla Milani är modell i tidningen Maxim och finns med i deras Girls of Maxim gallery på nätet. Hon är för närvarande även programledare i Jimmy Harts tv-show, Wrestlicious.
Hon har även framträtt på Fox News konservativa satirshow The Half Hour News Hour och Redeye samt i doku-komedin The Boys & Girls Guide to Getting Down där hon spelar persiskan Brittany från Westside.